# Sainte-Gemmes-sur-Loire
Sainte-Gemmes-sur-Loire – miejscowość i gmina we Francji, w regionie Kraj Loary, w departamencie Maine i Loara. Nazwa miejscowości pochodzi od imienia św. Gemmy.
Według danych na rok 2010 gminę zamieszkiwało 3 957 osób, a gęstość zaludnienia wynosiła 266 osób/km².